# St. Michael (Detmold-Hiddesen)
St. Michael ist eine evangelisch-lutherische Kirche im Detmolder Stadtteil Hiddesen und Mitglied in der Lippischen Landeskirche.

## Geschichte und Architektur
Ursprünglich gehörte Hiddesen zur Detmolder Martin-Luther-Kirche. Im Jahr 1949 erfolgte durch den dortigen Pfarrer Erich Eichhorst die Gründung einer Kirchenbaugemeinschaft, die noch im gleichen Jahr in Hiddesen eine Kapelle errichtete. Am 17. März 1960 beschloss die Synode der Lippischen Landeskirche die Gründung der evangelisch-lutherischen Kirchengemeinde in Hiddesen, die damit selbständig wurde. Im Folgejahr entschied man sich für den Bau einer Kirche nach Plänen des Göttinger Architekten Diez Brandi. Uneinigkeiten zwischen Gemeinde und Architekt verzögerten das Projekt, so dass sich die Fertigstellung bis 1966 hinzog. Die Einweihung erfolgte am 18. Dezember 1966, einem 4. Advent, mit einem Gottesdienst, nachdem nach dem Gottesdienst am 2. Advent der Schlussstein gesetzt worden war. Zuvor war darunter eine Kassette mit Zeitzeugnissen eingemauert worden.

## Ausstattung

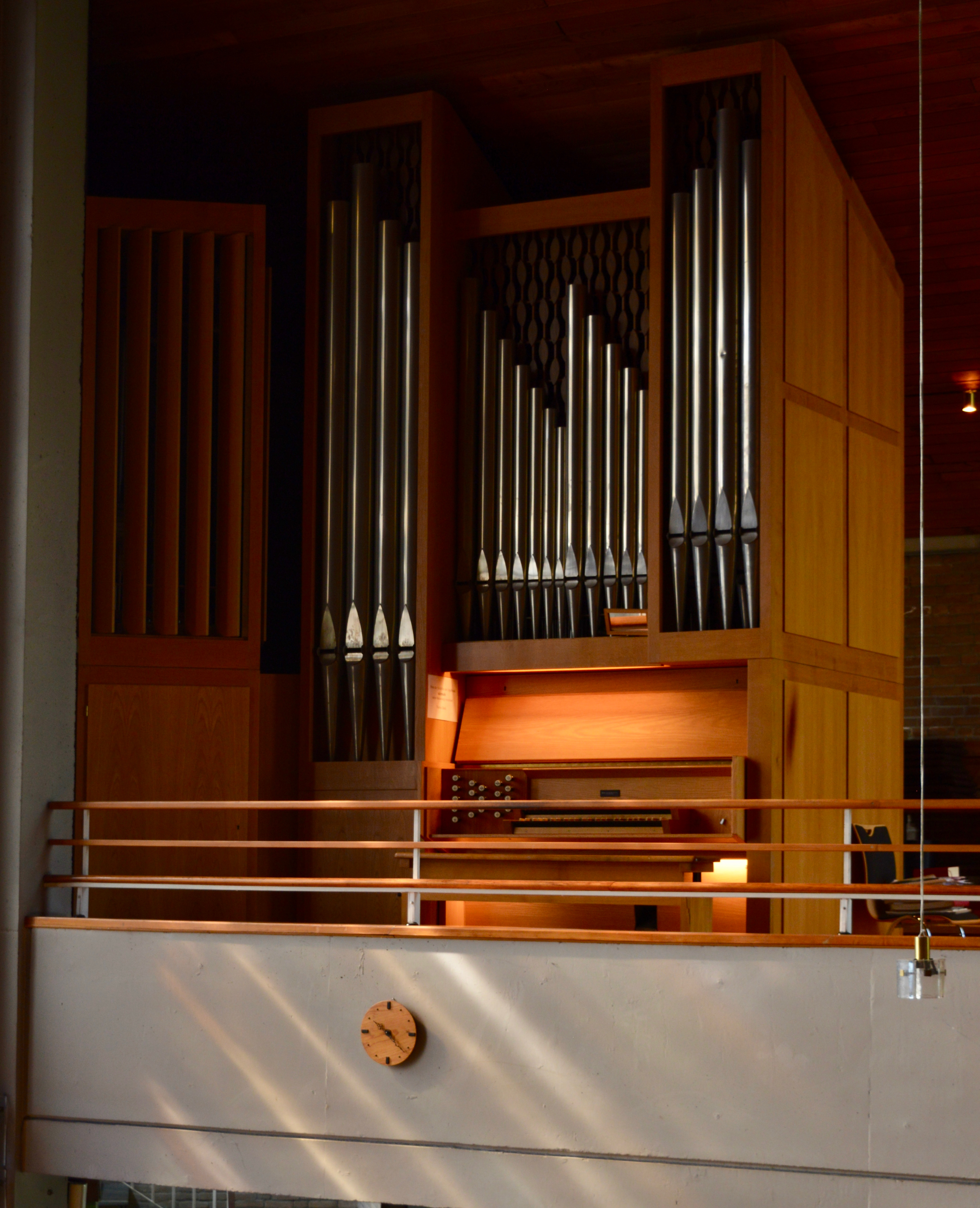
Orgel St. Michael

Der Gottesdienstraum hat einen fünfeckigen Grundriss mit Zeltdach. Ein großes Buntglasfenster, das von Gottfried von Stockhausen gestaltet wurde, zeigt den Erzengel Michael. Der Taufstein wurde vom Bildhauer Karl Ehlers angefertigt. Das Altarkreuz, Ambo und Taufleuchter wurden von Ulrich Henn angefertigt.
Auf der Südseite ist der vormals rund 26 Meter hohe Kirchturm angebaut. Ursprünglich war geplant, im offenen Bereich des Turms oberhalb der Glockenstube ein großes Kreuz anzubringen. Durch die Schwingungen der Glocken sind im Laufe der Zeit aber die vier Betonpfeiler, die das Dach trugen, instabil geworden; so musste das komplette Dach im Jahr 2011 entfernt werden.

## Orgel
Am 2. Mai 1982 wurde die von der Firma Rudolf von Beckerath Orgelbau gebaute Orgel eingeweiht. Diese verfügte über 19 Register, verteilt auf 2 Manuale und Pedal. Jedes der drei Einzelwerke besitzt neben den Labialregistern auch eine Zungenstimme. Zum fünfzigjährigen Kirchweihjubiläum am 4. Advent 2016 wurde im Schwellwerk ein Streicherregister (Salicional) hinzugefügt, so dass die Orgel heute über 20 Register verfügt.
| Hauptwerk, I Man. C–g3 |              |       |
| 1.                     | Prinzipal    | 8′    |
| 2.                     | Spielflöte   | 8′    |
| 3.                     | Prinzipal    | 4′    |
| 4.                     | Gedackt      | 4′    |
| 5.                     | Waldflöte    | 2′    |
| 6.                     | Mixtur 4fach | 1 ⁄3′ |
| 7.                     | Trompete     | 8′    |

| Schwellwerk II. Manual C–g<3 |              |       |
| 8.                           | Gedackt      | 8′    |
| 9.                           | Salicional   | 8′    |
| 10.                          | Rohrflöte    | 4′    |
| 11.                          | Prinzipal    | 2′    |
| 12.                          | Sesquialtera | 2fach |
| 13.                          | Quinte       | 1 ⁄3′ |
| 14.                          | Scharff      | 3fach |
| 15.                          | Dulzian      | 8′    |
|                              | Tremulant    |       |

| Pedalwerk C–f1 |              |       |
| 16.            | Subbass      | 16′   |
| 17.            | Oktavbass    | 8′    |
| 18.            | Choralbass   | 4′    |
| 19.            | Rauschpfeife | 3fach |
| 20.            | Fagott       | 16′   |

- Koppeln
  - Normalkoppeln

## Glocken
Der Kirchturm beherbergt 4 Glocken von Friedrich Wilhelm Schilling aus Heidelberg. Sie alle wurden 1965 gegossen und erklingen in den Tönen es1, ges1, as1 und b1. Diese geben die ersten Töne des Kirchenliedes O Heiland, reiß die Himmel auf.